# 横井洋司
横井 洋司（よこい ようじ、1937年4月 - ）は、演芸カメラマン。日本写真家協会会友。

## 人物
東京都台東区浅草聖天町出身。少年時代から人形町末廣、鈴本演芸場に通う少年時代を過ごす。中央大学中退後、印刷会社、萩本写真工房を経てカメラマンとして独立。1970年代、レコード『落語歳時記』（ビクター）のジャケット写真の撮影が演芸写真に携わるようになったきっかけ。1980～90年代は写真週刊誌の仕事と共に、年間200日以上寄席・ホール落語の高座の撮影に携わり、2022年まで落語協会の公式記録写真などにも携わり、2023年に橘蓮二に交代。「朝日名人会」は1999年の第1回から撮影、2023年に武藤奈緒美に交代した。古今亭志ん朝の写真は5000枚以上撮影した。他にも写真週刊誌などでカメラマンとして活動している。2023年3月に引退。
雑誌「落語（弘文出版）」や演芸関係の書籍には写真を多数提供、「東京かわら版（東京かわら版）」には「横井洋司の写真館」を連載。

## 著作
- 横井洋司（写真）、京須偕充（文）「はなし家写真館―名手１０傑・聴かせる視点」（1995年3月、青蛙房）
- 横井洋司（写真）、京須偕充（文）「志ん朝の高座」（2005年10月、筑摩書房）
- 「名人粋人奇人 昭和平成落語写真鑑 - 横井洋司写真集」（2022年3月、小学館）＊電子版あり
- 横井洋司（写真）「昭和落語名演 秘蔵音源CDコレクション」（2024年2月～、アシェット・コレクションズ・ジャパン）

## 個展
- 「噺家寄席の盛」（1979年4月、東京・キヤノンサロン）[1]
- 「志ん朝の高座」横井洋司写真展（2005年10月、東京・アートサロン毎日）[3]
- 「朝日名人会100回記念写真集」（2010年6月、東京・有楽町朝日ギャラリー）[5]
- 落語写真家 横井洋司 写真展「噺（はなし）を写す」（2022年3月、東京・フジフイルムスクエア ）[7][8]

## 受賞
- 第6回林家彦六賞特別賞（2001年）

柳家小さん（5代目）の写真によるサントリーホールディングスの広告
- 第62回総合広告電通賞（2009年）
- 第58回準広告朝日賞（2010年）[9]
- 上記の受賞による落語協会特別表彰